# العلاقات النمساوية الفنلندية
العلاقات النمساوية الفنلندية هي العلاقات الثنائية التي تجمع بين النمسا وفنلندا.

## مقارنة بين البلدين
هذه مقارنة عامة ومرجعية للدولتين:
| وجه المقارنة                                              | النمسا                                                    | فنلندا                                                                               |
| --------------------------------------------------------- | --------------------------------------------------------- | ------------------------------------------------------------------------------------ |
| المساحة (كم2)                                             | 83.86 ألف                                                 | 338.42 ألف                                                                           |
| عدد السكان (نسمة)                                         | 8.81 مليون                                                | 5.52 مليون                                                                           |
| الكثافة السكانية (ن./كم²)                                 | 105.06                                                    | 16.31                                                                                |
| العاصمة                                                   | فيينا                                                     | هلسنكي                                                                               |
| اللغة الرسمية                                             | اللغة الألمانية، لغة الإشارة النمساوية ‏                   | اللغة الفنلندية، اللغة السويدية                                                      |
| العملة                                                    | يورو، شلن نمساوي، رايخ مارك، شلن نمساوي                   | يورو، ماركا فنلندية                                                                  |
| الناتج المحلي الإجمالي (بليون دولار)                      | 416.60 مليار                                              | 251.88 مليار                                                                         |
| الناتج المحلي الإجمالي (تعادل القوة الشرائية) بليون دولار | 426.99 مليار                                              | 231.84 مليار                                                                         |
| الناتج المحلي الإجمالي الاسمي للفرد دولار أمريكي          | 43.77 ألف                                                 | 42.31 ألف                                                                            |
| الناتج المحلي الإجمالي للفرد دولار أمريكي                 | 47.68 ألف                                                 | 40.68 ألف                                                                            |
| مؤشر التنمية البشرية                                      | 0.885                                                     | 0.883                                                                                |
| رمز المكالمات الدولي                                      | +43                                                       | +358                                                                                 |
| رمز الإنترنت                                              | .at                                                       | .fi                                                                                  |
| المنطقة الزمنية                                           | توقيت وسط أوروبا، ت ع م+01:00، ت ع م+02:00، أوروبا/فيينا ‏ | ت ع م+02:00، ت ع م+03:00، أوروبا/هلسنكي ‏، توقيت شرق أوروبا، توقيت شرق أوروبا الصيفي ‏ |

## مدن متوأمة
في ما يلي قائمة باتفاقيات التوأمة بين مدن نمساوية وفنلندية:
- ترتبط القديس يوحنا في تيرول مع روفانييمي باتفاقية توأمة.
- ترتبط يودنبورغ مع كاركيلا باتفاقية توأمة.
- ترتبط لينتس مع تامبيري باتفاقية توأمة منذ 6 مايو 1983.[15]

## منظمات دولية مشتركة
يشترك البلدان في عضوية مجموعة من المنظمات الدولية، منها:
| علم المنظمة | اسم المنظمة                               | تاريخ انضمام النمسا | تاريخ انضمام فنلندا |
| ----------- | ----------------------------------------- | ------------------- | ------------------- |
|             | بنك التنمية الآسيوي                       | 1966                | 1966                |
|             | الاتحاد الأوروبي                          | 1995                | 1995                |
|             | وكالة ضمان الاستثمار متعدد الأطراف        | 16 ديسمبر 1997      | 28 ديسمبر 1988      |
|             | منظمة التعاون الاقتصادي والتنمية          | ?                   | 1969                |
|             | الأمم المتحدة                             | 14 ديسمبر 1955      | 14 ديسمبر 1955      |
|             | الوكالة الدولية للطاقة                    | ?                   | ?                   |
|             | الفريق المعني برصد الأرض                  | ?                   | ?                   |
|             | مركز تنسيق الحركة في أوروبا ‏              | ?                   | ?                   |
|             | منظمة حظر الأسلحة الكيميائية              | ?                   | ?                   |
|             | منظمة التجارة العالمية                    | ?                   | 1995                |
|             | منظمة الشرطة الجنائية الدولية             | ?                   | ?                   |
|             | البنك الإفريقي للتنمية                    | ?                   | ?                   |
|             | منظمة الأمن والتعاون في أوروبا            | 25 يونيو 1973       | 25 يونيو 1973       |
|             | مؤسسة التنمية الدولية                     | 28 يونيو 1961       | 29 ديسمبر 1960      |
|             | نظام تحكم تكنولوجيا القذائف               | 1991                | 1991                |
|             | يونسكو                                    | 13 أغسطس 1948       | 10 أكتوبر 1956      |
|             | مجلس أوروبا                               | ?                   | 5 مايو 1989         |
|             | الاتحاد البريدي العالمي                   | ?                   | ?                   |
|             | البنك الدولي للإنشاء والتعمير             | 27 أغسطس 1948       | 14 يناير 1948       |
|             | المرصد الأوروبي الجنوبي                   | 2008                | 2004                |
|             | الاتحاد الدولي للاتصالات                  | 1866                | 1 سبتمبر 1920       |
|             | مؤسسة التمويل الدولية                     | 28 سبتمبر 1956      | 20 يوليو 1956       |
|             | المنظمة الأوروبية لسلامة الملاحة الجوية   | 1993                | 2001                |
|             | المركز الدولي لتسوية المنازعات الاستشارية | 24 يونيو 1971       | 8 فبراير 1969       |
|             | مجموعة أستراليا                           | 1989                | 1991                |
|             | مجموعة الموردين النوويين                  | ?                   | ?                   |

## وصلات خارجية
- موقع وزارة الخارجية النمساوية
- موقع وزارة الخارجية الفنلندية